# Worawut Namvech
Worawut Namvech (thailändisch วรวุฒิ นามเวช, * 4. Juli 1995 in Phuket), auch als Nueng (thailändisch หนึ่ง) bekannt, ist ein thailändischer Fußballspieler.

## Karriere

### Verein
Worawut Namvech erlernte das Fußballspielen in der Schulmannschaft des Assumption College Thonburi. Seinen ersten Vertrag unterschrieb er 2013 beim Erstligisten Bangkok Glass. 2016 wechselte er zum Ligakonkurrenten Chiangrai United. Die Rückserie 2017 wurde er an den ebenfalls in der Thai League spielenden Sisaket FC ausgeliehen. Im Anschluss ging er per Ausleihe bis Mitte 2019 zum Erstligisten Port FC nach Bangkok. Nach Vertragsende in Chiangrai wechselte er im Juli 2019 nach Chiangmai zum Aufsteiger Chiangmai FC. Ende 2019 musste er mit Chiangmai den Weg in die Zweitklassigkeit antreten. Nach dem Abstieg verließ er den Klub und schloss sich dem Zweitligisten Nongbua Pitchaya FC aus Nong Bua Lamphu an. Nach einem halben Jahr verließ er Nongbua und ging zurück nach Bangkok, wo er sich dem Erstligisten Port FC anschloss. Nach 56 Erstligaspielen wechselte er im Juli 2024 auf Leihbasis zum ebenfalls in der ersten Liga spielenden Ratchaburi FC.

### Nationalmannschaft
2014 spielte Worawut Namvech achtmal in der thailändischen U19-Nationalmannschaft. Zweimal trug er 2016 das Trikot der U21-Nationalmannschaft. Für Thailands U23 spielte er von 2016 bis 2019 17 Mal.

## Erfolge

### Nationalmannschaft
Thailand U23
Sea Games: 2017
Dubai Cup: 2017
Thailand U21
Nations Cup: 2016